# 楊潤 (永樂進士)
楊潤（14世紀—15世紀），字伯玉，號澹菴，江西瑞州府高安縣城南朝天坊人，明朝政治人物。

## 生平
楊潤是永樂六年（1408年）戊子科江西鄉試舉人，十三年（1415年）乙未科進士。十五年（1417年）授浙江道監察御史，有人犯罪用金錢賄賂他，他卻將對方繩之於法，宣德四年（1429年）陞山東按察司僉事，剿滅大盜劉雄、黃虎，正統五年（1440年）陞四川布政使司左參議，平定敘南衛亂事，十二年（1447年）重慶大旱，他不等請命就先行發糧賑災，救活數萬人，朝廷因而嘉獎他，並在當地講學。期後他多次上疏請求退休得允，進階中憲大夫，每年給予祿米五石，在家讀書考古，淡泊名利，某天突然召集兒子們，說：「我將去世，你們必須忠孝勤儉。」又說：「叫朱漢來。」朱漢是他的女婿，當時為御史，人們都不知其回歸，明日朱漢果然因公務前來，楊潤享年九十一歲，死後數日鄰居火災，兒子楊蕡祈禱：「若先君無愧，願全歸之。」火勢竟遠離靈柩，入祀鄉賢祠。

## 引用
1. 1 2  同治《高安縣志·卷十四·人物志》：楊潤，字伯玉，號澹菴，城南朝天坊人，永樂進士，授南御史善持法，嘗有坐法餽金求庇者，潤執其人寘諸理，陞山東按察僉事，勦巨盜劉雄、黃虎，陞四川左參議，平敘南亂，歲丁卯重慶大旱，官廩制于請命，潤先發粟而後以聞，全活者數萬，朝廷嘉之。先與薛文清講明理學于山東，期以百世不磨之真詮，至是復聚講蜀中，厯官三十年囊橐蕭然，累疏乞休得允，進中憲大夫，歲給祿米五石，人榮之；家居讀書考古，薄視紛華，一日無疾忽召諸子，曰：「吾將逝矣，爾等務忠孝勤儉。」又曰：「迎朱漢。」漢，潤壻也，時為御史，人不知其歸，明日果以公務至，其清心寡欲，故能前知如此，享年九十有一，卒後數日鄰居火，子蕡祝曰：「若先君無愧，願全歸之。」俄而火反柩得免，祀鄉賢。
2. ↑  同治《高安縣志·卷十·選舉志》：進士 明……永樂十三年乙未科陳循榜……楊潤 字伯玉，城南朝天坊人，浙江御史，厯任四川左參議，崇祀名宦、鄉賢，見傳……舉人 明……永樂六年戊子科 楊潤 朝天坊人，見進士
3. ↑  《明太宗文皇帝實錄·卷一百九十三》：（永樂十五年十月戊申）擢進士……楊鑑、楊潤、嚴繼先為監察御史。
4. ↑  《明宣宗章皇帝實錄·卷五十九》：（宣德四年十一月己酉） 陞……浙江道監察御史楊潤為山東按察司僉事……
5. ↑  《明英宗睿皇帝實錄·卷六十七》：（正統五年五月丙寅）陞山東按察司僉事楊潤為四川左參議……